# Carlos Brunelli
Carlos Virginio José Brunelli fue un músico, compositor y director de orquesta argentino.

## Carrera
Hijo del famoso director de orquesta y bandoneonista Feliciano Brunelli (1903-1981) y de nieto del también bandoneonista Juan Brunelli, desde muy chico aprendió de su padre la vocación hacia el género tanguero y el acordeón. Tuvo tres hermanos producto de la unión de Feliciano con Seferina, Leonardo (un concertista de piano), Beto y Marta.
Inició su carrera como arreglador de la orquesta en la última etapa de su padre. En 1964 integra el Nuevo Cuarteto grabando en RCA un repertorio de tangos, milongas y valses. Luego al poco tiempo, pasó a tener su propia orquesta característica que tuvo gran repercusión en la década de 1960, donde interpretaron temas de grandes autores del país como Carlos Rossi.
También fue autor de piezas con la firma del padre como fue el  pasodoble La enamorada con la voz de Morales en 1965 o como Hill Kartus. Junto al letrista y compositor Carlos Bahr, creó el tema  El Baión del lará lará, que alcanzó popularidad en su momento y fue cantado por una enorme cantidad de público en los encuentros futbolísticos.